# Pałac Saski (przedsiębiorstwo)
Pałac Saski sp. z o.o. – polska spółka celowa utworzona w 2021 r. na podstawie ustawy z dnia 11 sierpnia 2021 r. o przygotowaniu i realizacji inwestycji w zakresie odbudowy Pałacu Saskiego, Pałacu Brühla oraz kamienic przy ulicy Królewskiej w Warszawie. Ma zapewnić przygotowanie i realizację odbudowy Pałacu Saskiego, Pałacu Brühla oraz kamienic przy ulicy Królewskiej w Warszawie. Jej siedzibą jest Warszawa.

## Zadania

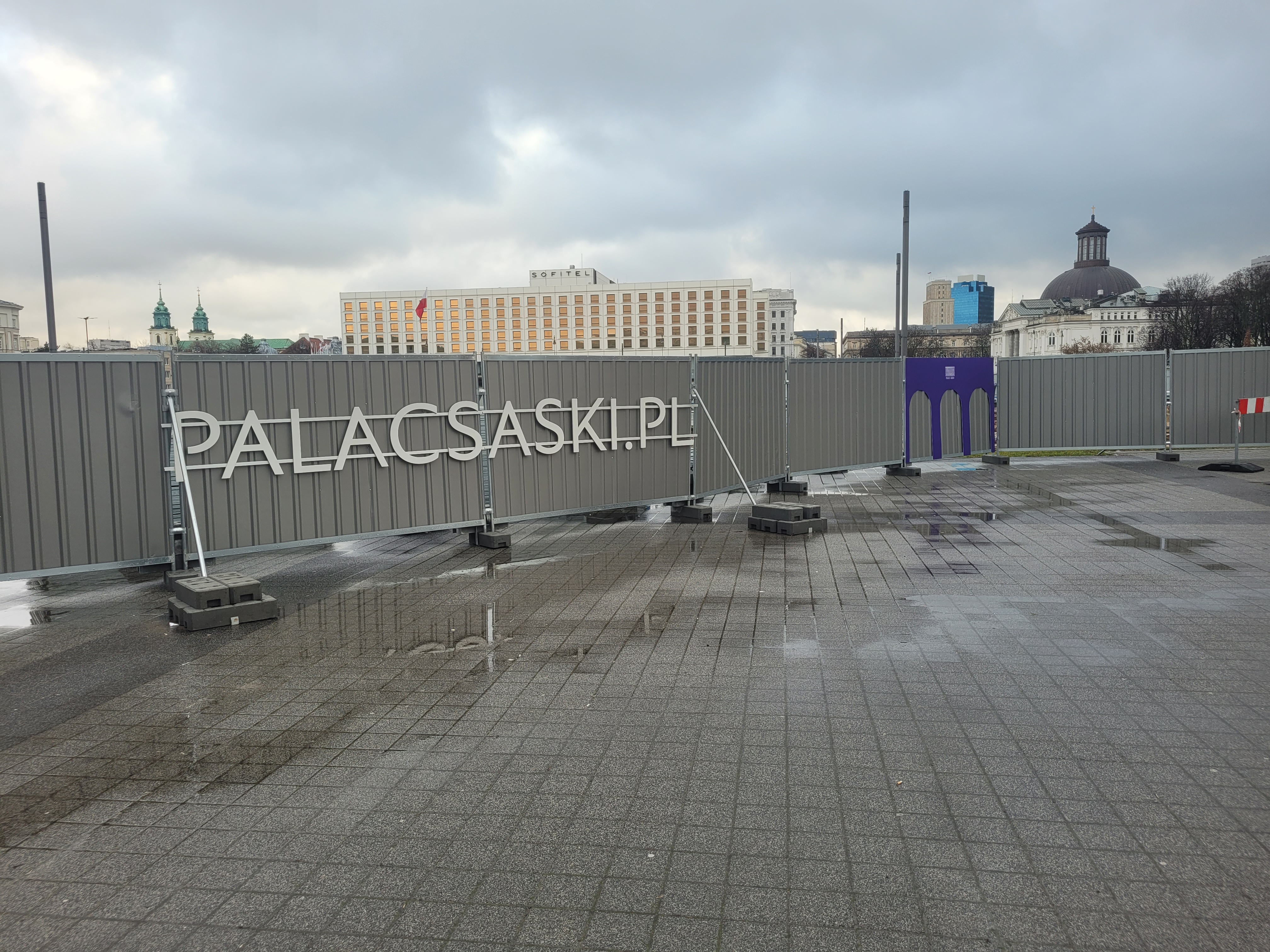
Ogrodzenie wokół badań archeologicznych piwnic Pałacu Saskiego w Warszawie z adresem strony internetowej spółki (2023)

Spółka ma za zadanie przygotowanie i realizacja inwestycji w zakresie odbudowy Pałacu Saskiego, Pałacu Brühla oraz kamienic przy ulicy Królewskiej w Warszawie, w tym wykonywanie zadań inwestora w rozumieniu przepisów Prawa budowlanego. W ramach przygotowania i realizacji inwestycji spółka:
- pozyskuje i przygotowuje dokumentację wymaganą do złożenia wniosku o wydanie wszelkich decyzji, pozwoleń, uzgodnień i opinii wymaganych do przygotowania lub realizacji inwestycji;
- występuje z wnioskami o wydanie decyzji, pozwoleń, uzgodnień i opinii, o których mowa w pkt 1, a także uczestniczy w odpowiednich postępowaniach;
- nabywa na rzecz Skarbu Państwa własność nieruchomości lub innych praw do nieruchomości niezbędnych do przygotowania lub realizacji inwestycji, a także uczestniczy w postępowaniach związanych z wywłaszczeniem nieruchomości i innych postępowaniach dotyczących tych nieruchomości;
- dysponuje na cele budowlane nieruchomościami w celu przygotowania lub realizacji inwestycji;
- dokonuje wypłaty odszkodowania przy przejęciu z mocy prawa własności nieruchomości oraz przy ograniczeniu sposobu korzystania z nieruchomości, a także ponosi koszty ustalenia tych odszkodowań;
- w przypadku wygaszenia lub wypowiedzenia przez siebie umów dotyczących nieruchomości, w tym najmu, dzierżawy, użyczenia, dokonuje wypłaty odszkodowania za szkody rzeczywiste;
- zawiera umowy na dostawy, usługi i roboty budowlane niezbędne do realizacji inwestycji oraz nadzoruje ich wykonywanie;
- zawiera i wykonuje umowy dotyczące praw autorskich związanych z inwestycją;
- prowadzi działania informacyjne i promocyjne dotyczące inwestycji;
- prowadzi działalność gospodarczą związaną z realizacją celu;
- wykonuje inne obowiązki i czynności związane z przygotowaniem i realizacją inwestycji, wynikające z przepisów prawa[1].

## Historia
W październiku 2023 spółka ogłosiła wyniki międzynarodowego konkursu architektonicznego na opracowanie koncepcji architektonicznej wraz z zagospodarowaniem terenu dla inwestycji odbudowy Pałacu Saskiego, Pałacu Brühla i kamienic przy ul. Królewskiej, współorganizowanego z Stowarzyszeniem Architektów Polskich. Spośród 11 prac konkursowych wyłoniono jednego zwycięzcę, projekt autorstwa pracowni WXCA.

## Organy spółki

### Prezes Zarządu
- Jan Edmund Kowalski (2021–2024)[2][4]
- Jan Zajączkowski (od 2024)[4]

### Rada Nadzorcza

#### Obecny skład
- Małgorzata Podrecka – reprezentująca Prezydenta RP (od 2021)[2][4]
- Aleksander Galos – reprezentujący Prezesa Rady Ministrów (od 2024)[4]
- Katarzyna Olesiak – reprezentująca Ministra Kultury i Dziedzictwa Narodowego (od 2024)[4]
- Grzegorz Kłoczko – reprezentujący Ministra Kultury i Dziedzictwa Narodowego (od 2021)[2][4]
- Joanna Bęza-Bojanowska – reprezentująca Ministra Finansów (od 2024)[4]
- Aldona Machnowska-Góra – reprezentująca Prezydenta m.st. Warszawy (od 2024)[5][6][2][4]

#### Byli członkowie
- Robert Chmielarczyk – reprezentujący Ministra Finansów (2021–2024)[2][4]
- Michał Pelczarski – reprezentujący Prezesa Rady Ministrów (2021–2024)[2][4]
- Rafał Wiśniewski – reprezentujący Ministra Kultury i Dziedzictwa Narodowego (2021–2024)[2][4]
- Michał Olszewski – reprezentujący Prezydenta Warszawy (2021–2024)[2][4]